# Linum lewisii
Linum lewisii är en linväxtart som beskrevs av Frederick Traugott Pursh. Linum lewisii ingår i släktet linsläktet, och familjen linväxter.

## Underarter
Arten delas in i följande underarter:
- L. l. alpicola
- L. l. lepagei

## Bildgalleri

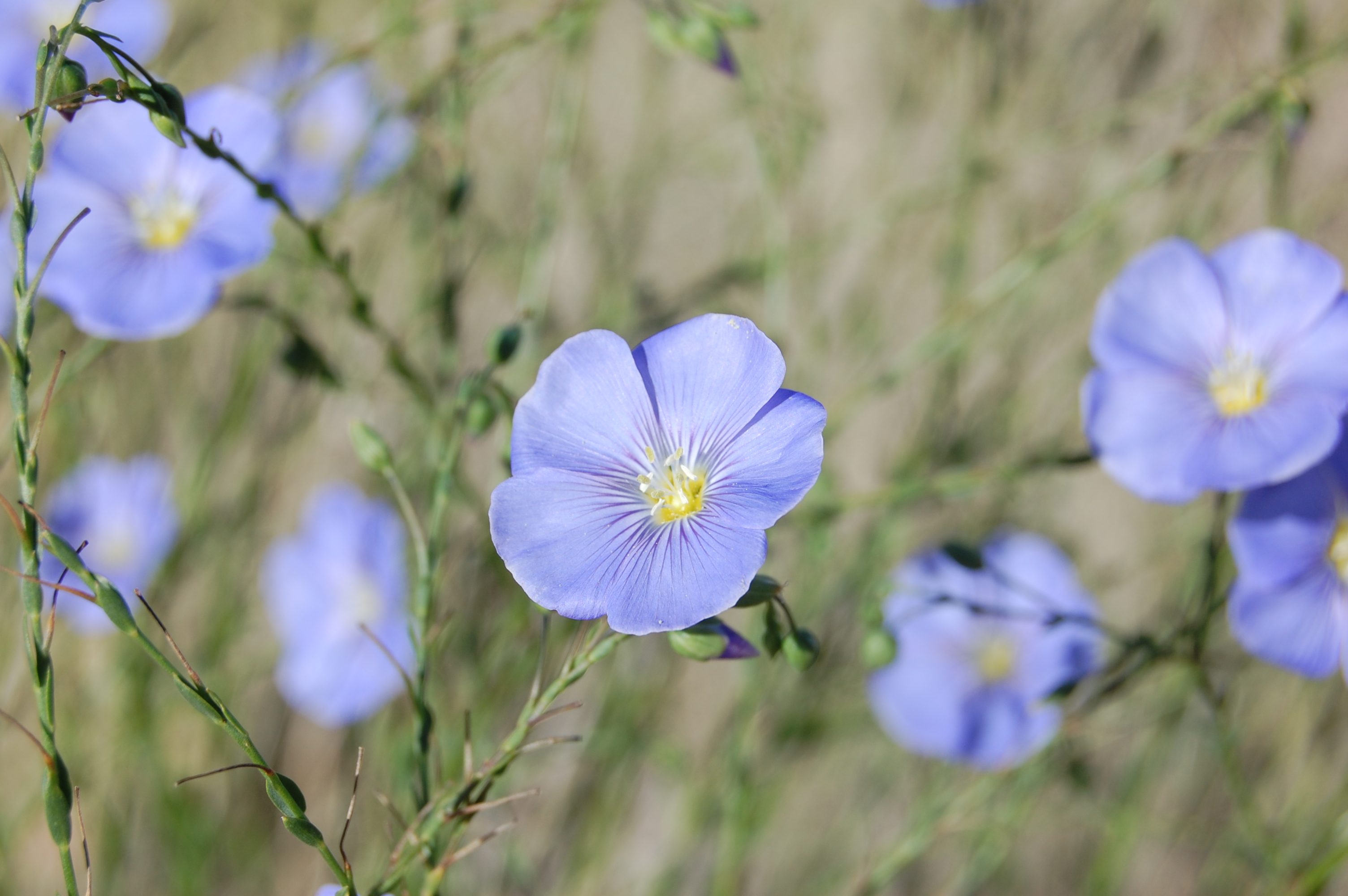
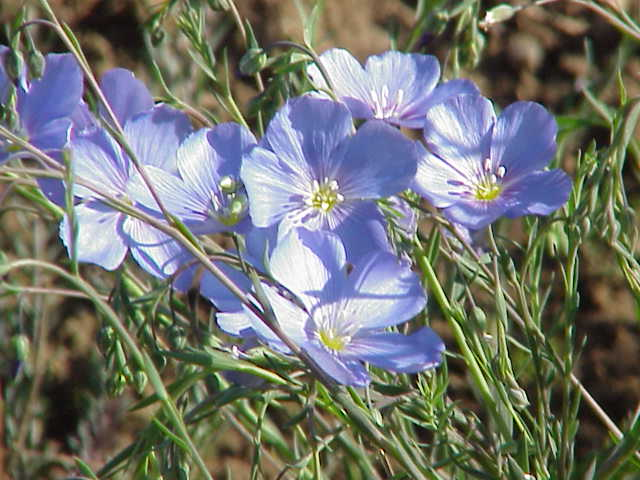
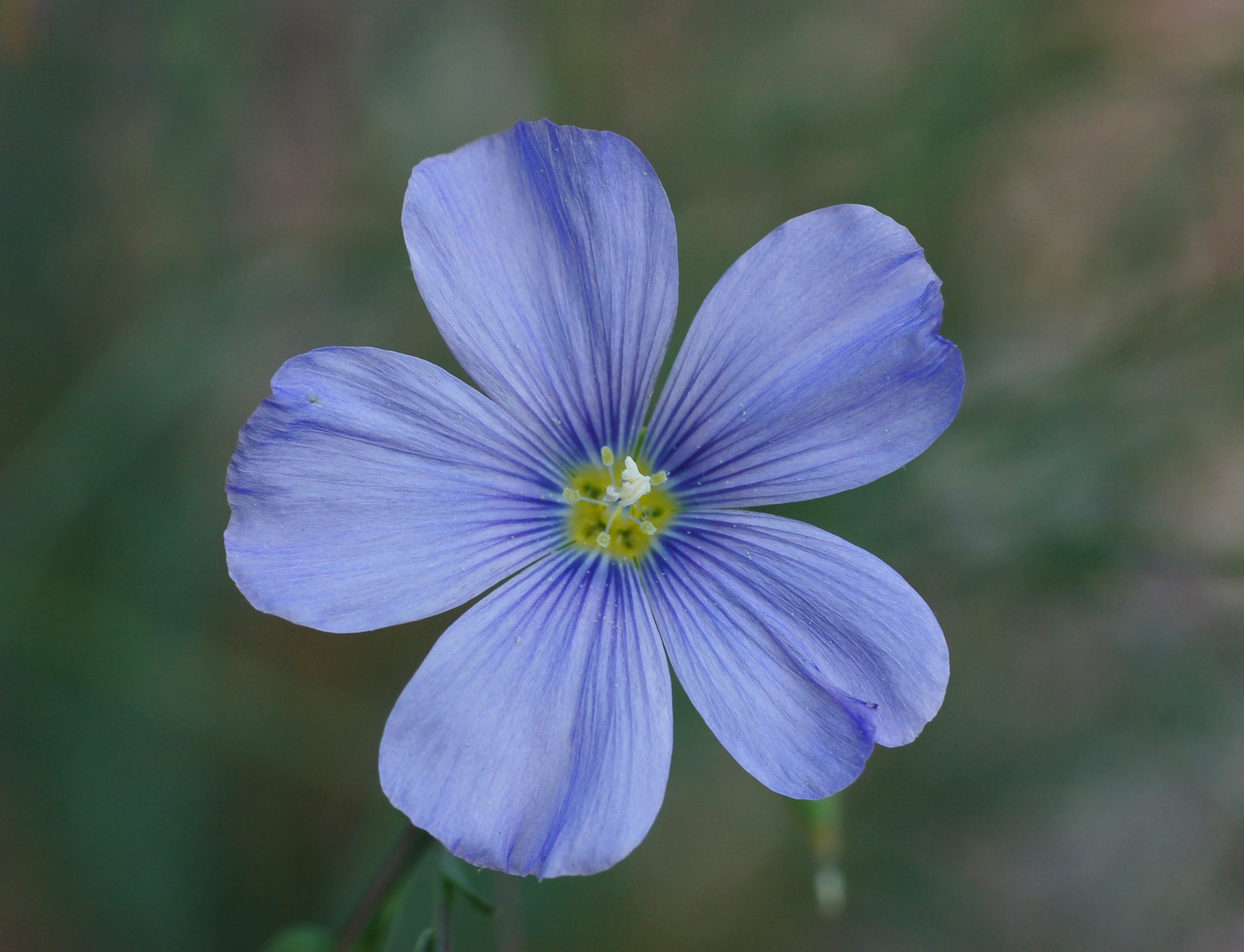
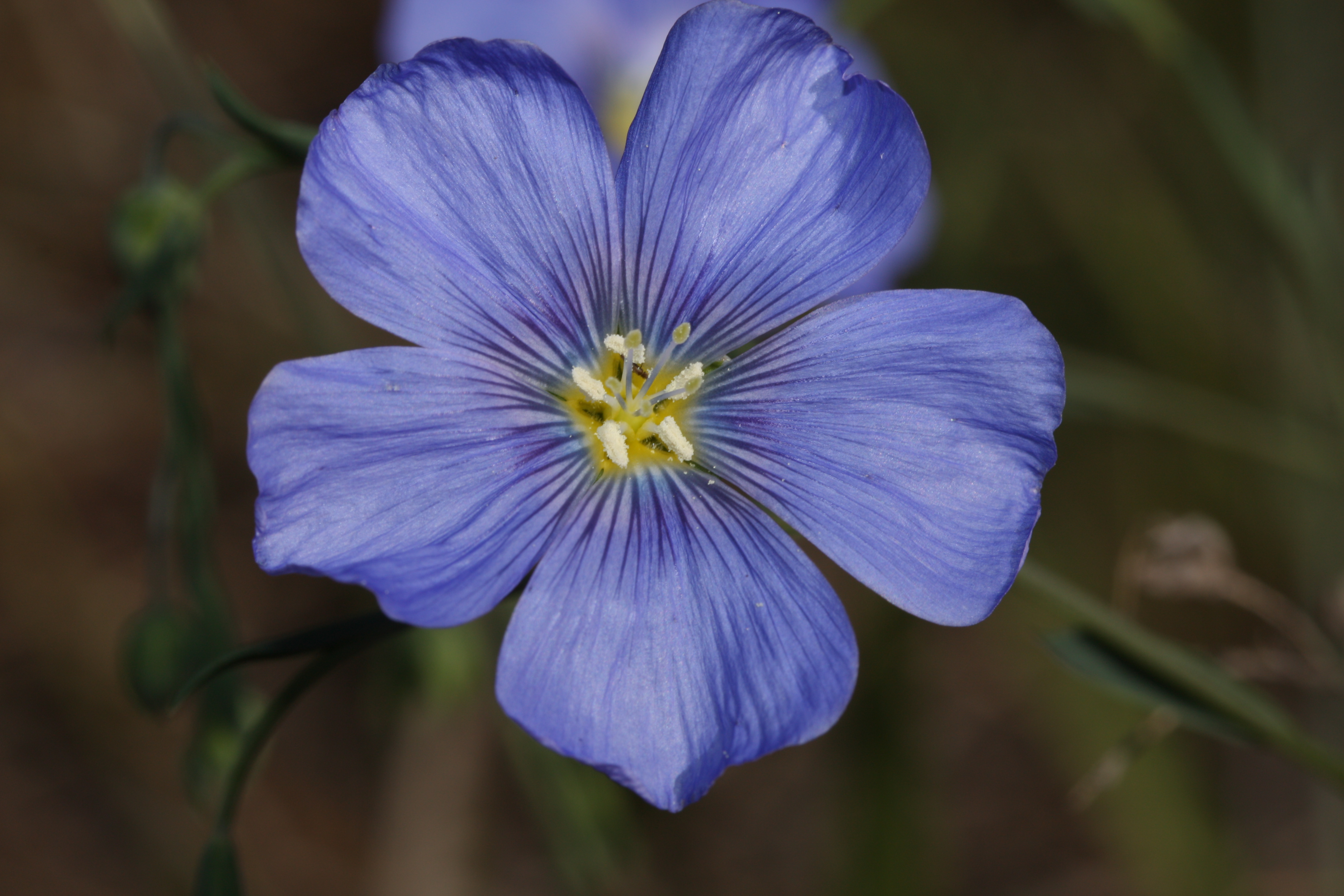
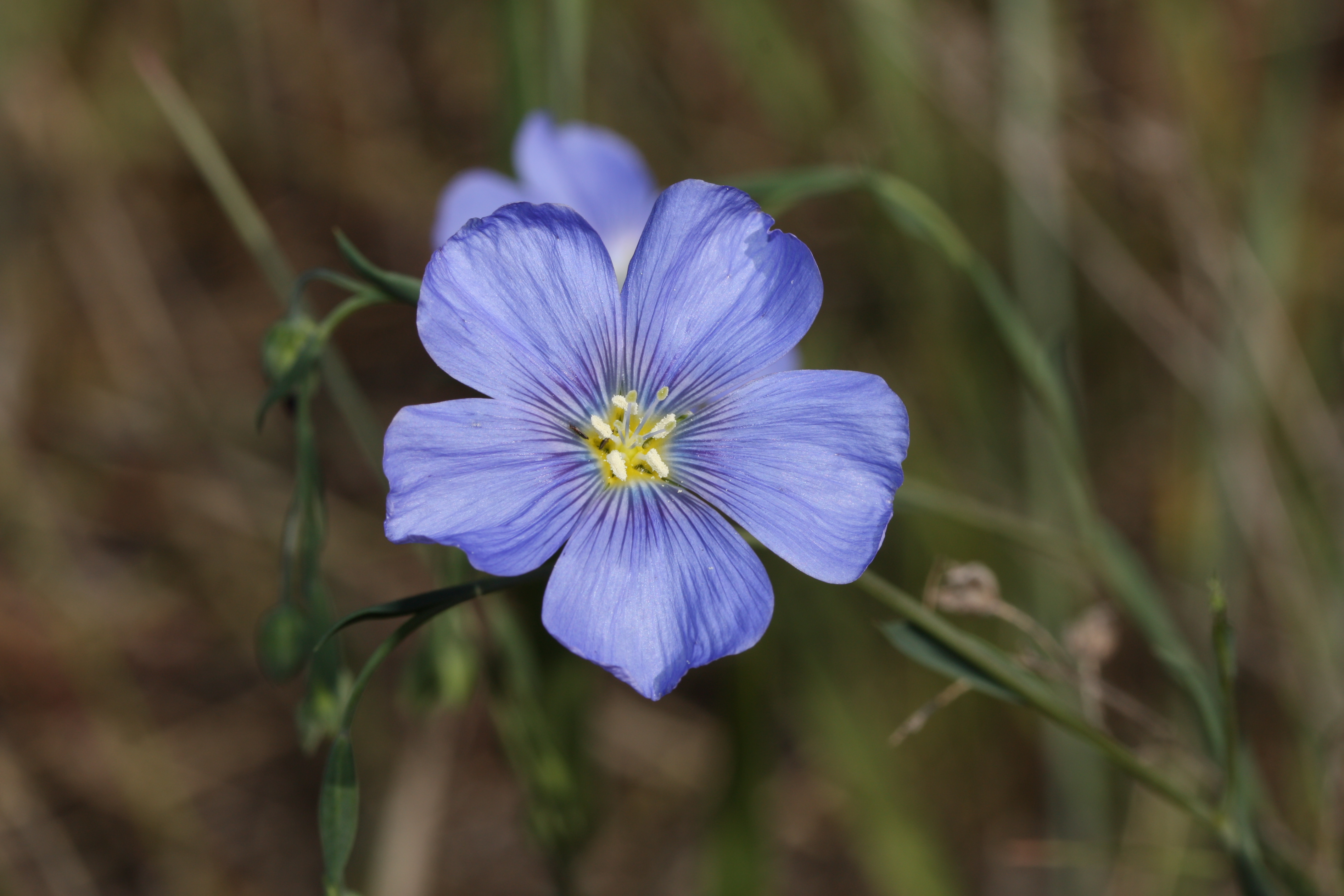
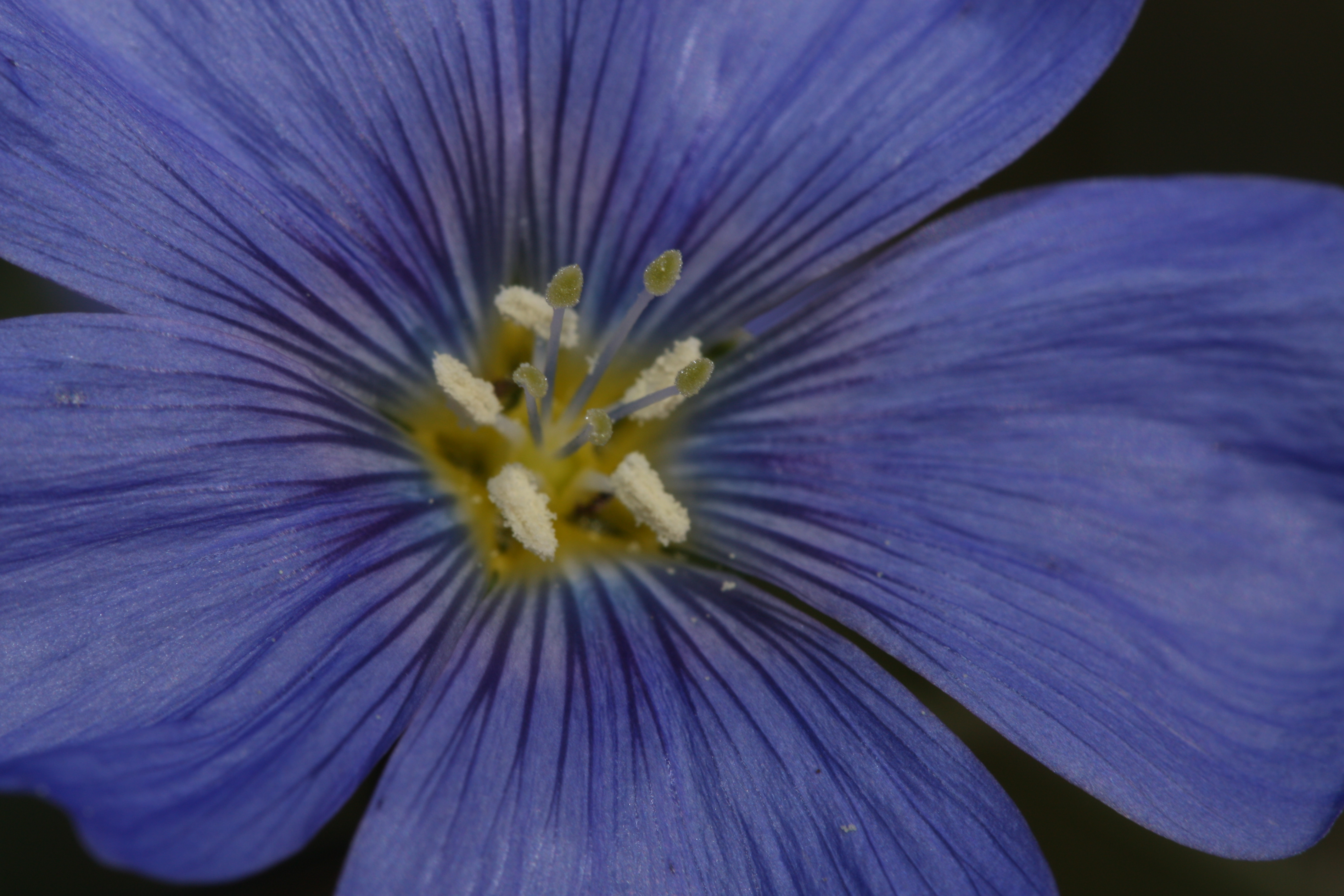